# Kostel svatého Filiberta (Dijon)
Kostel svatého Filiberta v Dijonu, nyní již nesloužící svému účelu, byl postaven v 11. století. Je jedinou románskou stavbou v Dijonu, jen kostelní věž je vystavěna ve slohu gotickém.